# 聖胡安瓜里塔

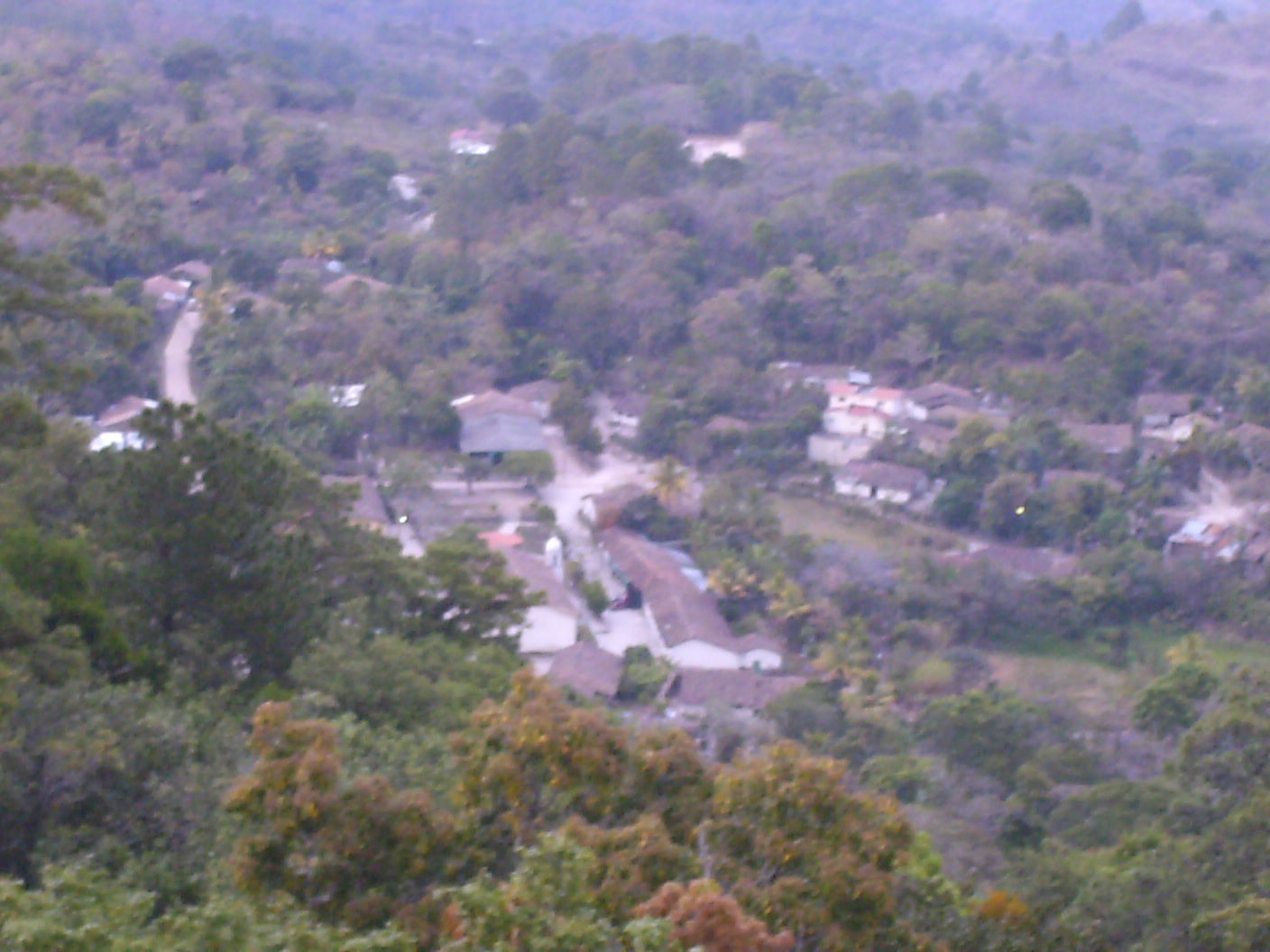

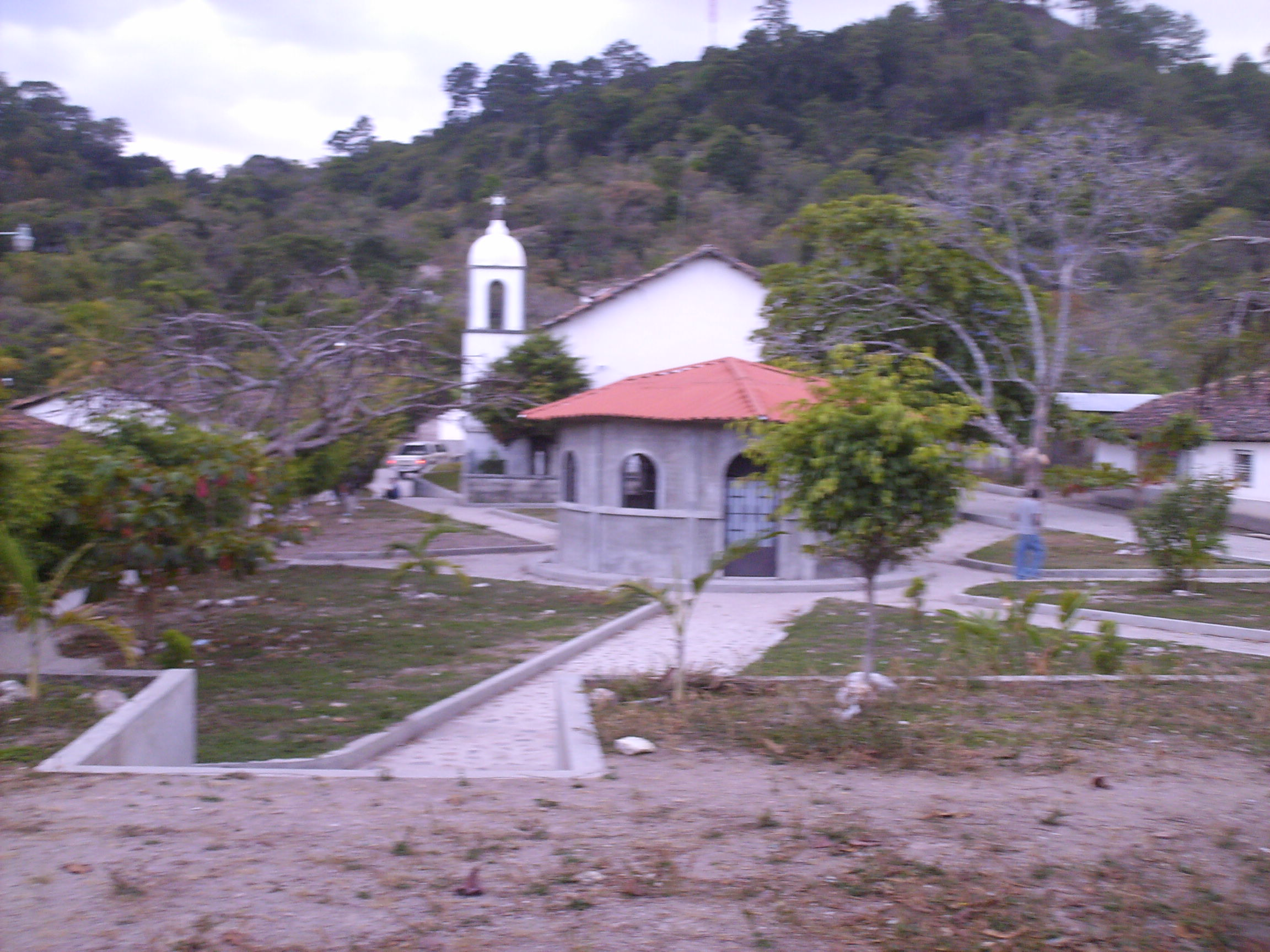

聖胡安瓜里塔（西班牙語：San Juan Guarita），是洪都拉斯的城鎮，位於該國西南部，由倫皮拉省負責管轄，始建於1921年2月21日，面積42.8平方公里，海拔高度807米，2001年人口2,771，人口密度每平方公里64.74人。
14°11′N 88°49′W / 14.183°N 88.817°W